# Gelnhausental
Das Gelnhausental ist ein vergletschertes Tal im Süden der Shackleton Range, eines Teils des Transantarktischen Gebirges östlich des Filchner-Ronne-Schelfeises. Das Tal liegt am Nordrand der Stephenson Bastion, und der Talgletscher fließt zusammen mit dem Cornwall-Gletscher in den Recovery-Gletscher.
Das Tal wurde von Teilnehmern der Expedition GEISHA (Geologische Expedition in die Shackleton Range) des Alfred-Wegener-Instituts im Südsommer 1987/1988 nach der hessischen „Barbarossastadt“ Gelnhausen benannt.
Dieser und weitere 7 Namensvorschläge von GEISHA wurden zusammen mit 7 Vorschlägen aus den Expeditionen GANOVEX V und VII am 9./10. Mai 1994 vom Deutschen Landesausschuss für das Scientific Committee on Antarctic Research (SCAR) und für das International Arctic Science Committee (ISAC) bestätigt und ans SCAR gemeldet.